# Sande, Vestfold
Sande là một đô thị ở hạt Vestfold, Na Uy. Trung tâm hành chính của đô thị này là làng "Sande i Vestfold". Các đô thị của Sande được thành lập ngày 1 tháng Giêng 1838 (xem formannskapsdistrikt).
Đô thị này nằm khoảng 60 km (37 dặm) (50 phút lái xe thời gian) ở phía nam của Oslo. Trong những năm gần đây, trung tâm hành chính của Sande đã tăng đáng kể dân số do một số lượng lớn các căn hộ chung cư mới và các cửa hàng.
Một số đoạn của phim nhựa mòng biển Olsenbanden năm 1973 đã được quay tại Sande, và một phần khác trong Stavern.